# Parque nacional de la Sierra de la Capibara
El parque nacional Sierra de la Capibara (Parque nacional Serra da Capivara en portugués) es un parque nacional brasileño de carácter arqueológico y natural, que está ubicado en el sudeste de estado de Piauí, entre las coordenadas 8°26′50″S 42°19′47″O / -8.44722, -42.32972 y 8°54′23″S 42°45′51″O / -8.90639, -42.76417. Ocupa los territorios de los municipios de San Raimundo Nonato, San Juan del Piauí, Coronel José Dias y Rincón del Burití. Tiene 129.140 hectáreas y su perímetro es de 214 kilómetros.

## Creación y carácter
Fue creado en 1991 para proteger un área donde se encuentra la más importante muestra del patrimonio prehistórico de Brasil. 
Se trata de un parque arqueológico con una riqueza de vestigios que se han conservado durante milenios, debido a la existencia de un equilibrio ecológico, hoy extremadamente alterado. El patrimonio cultural y los ecosistemas locales están, por tanto, íntimamente ligados, pues la conservación del primero depende del equilibrio de esos ecosistemas. El equilibrio entre los recursos naturales es el condicionante en la conservación de los recursos culturales y fue el que orientó la planificación, la gestión y el uso del parque por el poder público.
Sin embargo su demarcación definitiva sólo tuvo lugar en 2001. Los primeros diez años no hubo un manejo organizado del parque y ocurrieron daños, especialmente por la práctica de la caza comercial y las ocupaciones ilegales que desequilibraron la fauna, de manera que, por ejemplo, enjambres de avispas que proliferaron dañaron pinturas rupestres. A partir de 2002 la "Fundação Museu do Homem Americano" coordina con el gobierno exitosamente la gestión del área.
Es un lugar con varios atractivos, museo al aire libre, denominado Museo del Hombre Americano, entre bellísimas formaciones rocosas, donde se encuentran sitios arqueológicos y paleontológicos espectaculares, que atestiguan la presencia de hombres y animales prehistóricos.

## Sitios arqueológicos
Es el área de mayor concentración de sitios prehistóricos del continente americano, por lo que fue nombrado Patrimonio Cultural de la Humanidad por la Unesco en 1991. Estudios científicos confirman que la sierra de la Capibara estuvo densamente poblada en períodos prehistóricos. Los objetos encontrados remontan la presencia registrada hace 50.000 años. En el Boquerón de Pedra Furada (Piedra Agujereada en español), los excavadores han encontrado artefactos que podrían remontarse a 48.000 años o más, aunque los niveles mejor estudiados y publicados tienen fechas entre 32 160 +- 1000 años antes del presente. Los sitios Meio y Caldeirao dos Rodríguez I han sido datados entre 18 000 y 12 000 años A.P.
Hasta el momento están registrados 912 sitios, entre los que 657 representan pinturas rupestres, con aproximadamente 30 000 figuras coloridas que representan escenas de caza, sexo, danza y parto, entre otras, siendo los demás sitios grutas, abrigos o campamentos de cazadores-recolectores, aldeas de ceramistas-agricultores, tumbas y depósitos óseos.

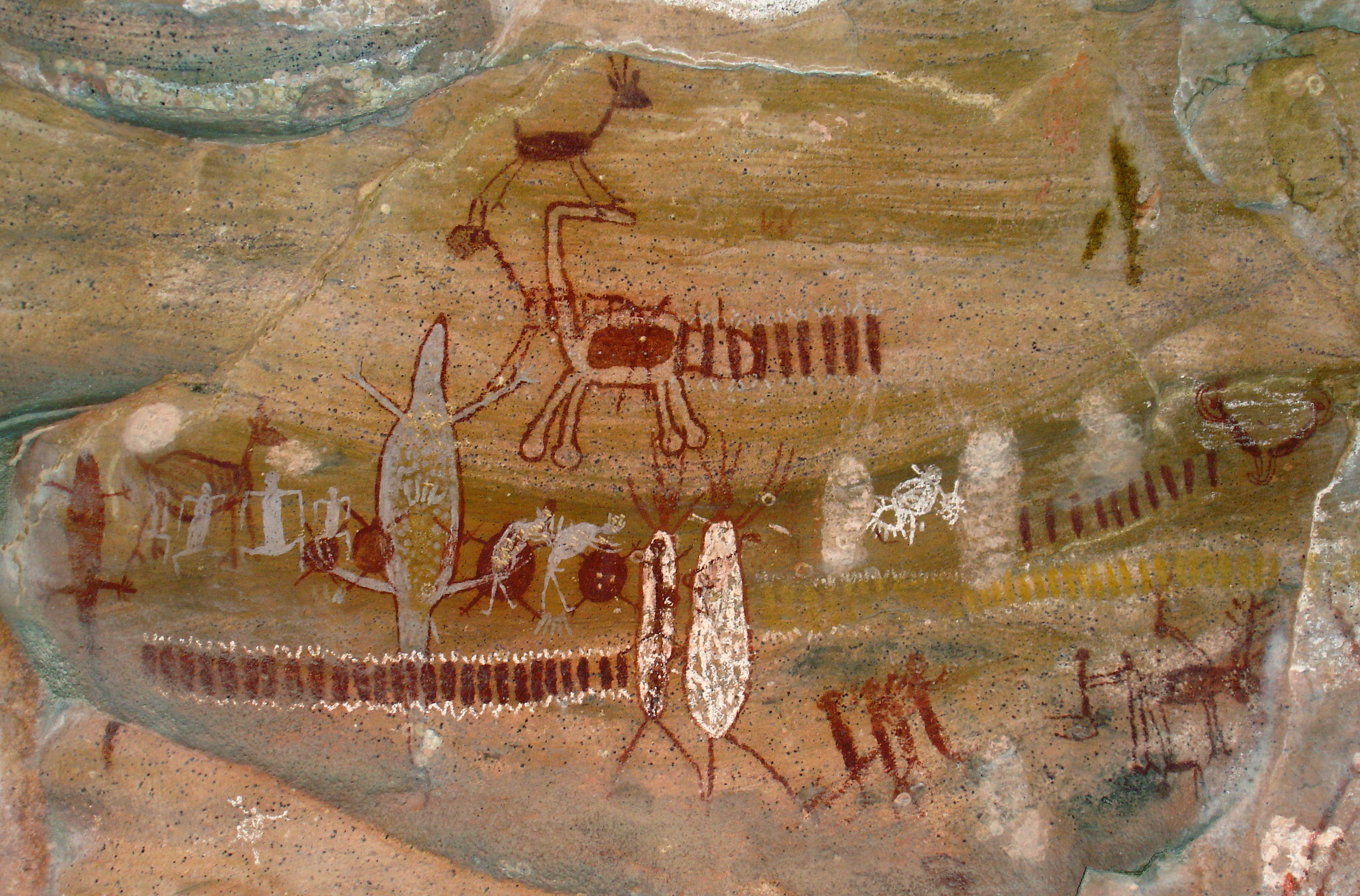
Una de las pinturas rupestres encontradas en el parque.

En el sitio Guarida del Boquerón de la Piedra Horadada (Pedra Furada en portugués), 63 dataciones por C-14 permitieron el establecimiento de una columna crono-estratigráfica que va de 59.000 hasta 5.000 años AP. Ocre utilizado para pintar en las rocas fue encontrado en estratos datados de entre 17.000 y 25.000 años AP. Recientes trabajos en el pedestal del Boquerón de la Piedra Horadada y en un lugar al aire libre, cerca del Valle de la Piedra Horadada, produjo más evidencias de la ocupación humana que se extendió por más de 20.000 años, argumento que es apoyado por una serie de dataciones por C-14 y OSL (luminiscencia estimulada ópticamente), y por el análisis técnico del conjunto de herramientas de piedra.
En el abrigo rocoso de la Toca da Tira Peia los resultados proporcionaron nuevas evidencias de una presencia humana ya en el año 20 000 a. C. Las edades obtenidas, mediante la técnica de luminiscencia estimulada ópticamente, varían de 22.000 a 3.500 años AP.
Enormes talleres líticos donde los humanos obtenían la materia prima y la trabajaban para fabricar herramientas fueron encontrados en la región norte del parque en 2002. En una de ellas, miles de vestigios líticos estaban en el suelo, sobre una superficie de aproximadamente 25.000 m².
A lo largo de 14 rutas y 64 sitios arqueológicos abiertos a los visitantes, se encuentran verdaderos tesoros, como los fragmentos de cerámica más antiguos de las Américas, que datan de hace 8.960 años, descubiertos en la Toca del Sitio del Medio. En el circuito de los Veadinhos Azuis (Venadillos azules, en español), podemos encontrar cuatro sitios con pinturas rupestres azules, las primeras de tal color descubiertas en el mundo.
Situado en una región de clima semiárido, frontera entre dos grandes formaciones geológicas - la cuenca sedimentaria Maranhão-Piauí y la depresión periférica del río São Francisco -, su relieve está conformado por sierras, valles y llanuras. Es el único parque nacional de dominio morfoclimático de las caatingas, lo que resalta la necesidad de conservación y restauración de la flora y fauna específicas que abriga.
Desde la colonización, el parque nacional Sierra de la Capibara fue utilizado por las poblaciones vecinas que cazaban, plantaban y talaban la madera. Esa población, extremadamente pobre y sin ninguna fuente de trabajo, excepto la explotación de los recursos naturales, vive en el Área de Preservación Permanente, una faja limítrofe con diez kilómetros de anchura.

## Gestión del parque
La Fundación del Museo del Hombre Americano ("Fundação Museu do Homem Americano", en portugués), al elaborar el Plan de Gestión del Parque, establece una política de protección que incluye la participación activa e integral de las comunidades circunvecinas en las acciones de preservación. Instauró un proyecto de desarrollo económico y social que incluye la capacitación de estas comunidades para que puedan acceder a los empleos que el parque está creando en la región: obras de infraestructura y gestión del turismo ecológico e cultural. 
Las condiciones esenciales para la protección del parque son la erradicación de la miseria y la creación de fuentes de ingreso alternativas. El plan de gestión considera la población actual como uno de los elementos de los ecosistemas a ser preservados y propone que el parque nacional sea un generador de recursos económicos, en una zona donde la pertinaz sequía limita al extremo la agricultura y la ganadería.

## Acceso
La forma más rápida de llegar al parque es viajando primero hasta Petrolina, ciudad del estado de Pernambuco, que dispone de aeropuerto y está a 270 km por carretera. Hay un campo de aterrizaje en São Raimundo Nonato, para aviones pequeños. Otra alternativa es llegar a la ciudad de Floriano por la carretera BR-343 y desde allí seguir por la por la PI-140 hasta São Raimundo Nonato.